# بنکرفت، نبراسکا
بنکرفت(به انگلیسی: Bancroft) شهری در ایالت نبراسکا کشور ایالات متحده آمریکا است که جمعیت آن در سرشماری سال ۲۰۱۰ میلادی، ۴۹۵ نفر بوده‌است.